# Ellipteroides limbatus
Ellipteroides limbatus là một loài ruồi trong họ Limoniidae. Chúng phân bố ở miền Cổ bắc.